# Ervin Nyiregyházi

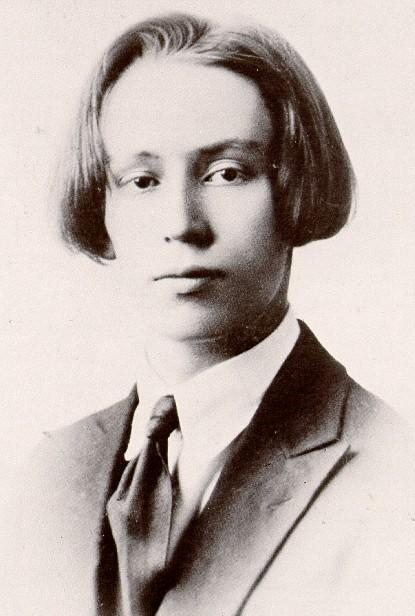
Ervin Nyiregyházi in 1920

Ervin Nyiregyházi (Boedapest, 19 januari 1903,  – Los Angeles, 8 april 1987) was een Hongaarse en Amerikaanse pianist en componist. Na een aantal jaar als concertpianist raakte hij in de jaren twintig in de vergetelheid. In de jaren zeventig dook hij kort weer op. Zijn zeer kenmerkende speelstijl, die door sommigen geassocieerd werd met het romantisch pianospel van Franz Liszt, verdeelde critici.

## Jeugd en vroege carrière
Van zijn zesde tot twaalfde levensjaar werd Nyiregyházi geobserveerd door de psycholoog Géza Révész. Révész schreef in 1911 een artikel over Nyiregyházi en publiceerde later in 1916 ook een boek over de jongen. Nyiregyházi's vader, Ignácz Nyiregyházi, was een zanger in het Koninklijk Operakoor in Boedapest; Ignácz motiveerde Ervin en was erg zorgzaam, maar stierf toen Ervin nog maar twaalf jaar oud was. Voor de dood van Ignácz vertelde hij verschillende uitzonderlijke dingen over zijn zoon: Ervin zou voor zijn eerste verjaardag al geprobeerd hebben te zingen; Ervin zou correct deuntjes hebben kunnen reproduceren voor zijn tweede verjaardag; Hij zou al op tweejarige leeftijd begonnen zijn met het componeren van stukken; Hij speelde bijna elk liedje dat hij hoorde correct op een mondorgel tegen de tijd dat hij drie jaar oud was; en kon op zevenjarige leeftijd elke noot en elk akkoord identificeren dat voor hem werd gespeeld. Ervin stond net zo bekend om zijn muzikaliteit als om zijn techniek. Op intelligentietests scoorde Ervin een paar jaar boven het gemiddelde. Zijn moeder, Mária, was een podiummoeder die hem ervan probeerde te weerhouden opera en symfonische muziek te studeren. Ze zette haar zoon ertoe om het standaard pianorepertoire te studeren, zodat hij kon optreden en geld kon verdienen voor hun gezin. (In latere jaren beweerde Ervin dat zijn moeder hem seksueel misbruikte.) Ervin brak uiteindelijk contact met zijn moeder en uitte later zijn genoegen dat ze in een nazi-concentratiekamp was gestorven.

Nyiregyházi studeerde in zijn jeugd bij Ernő Dohnányi en Frederic Lamond. Op 15-jarige leeftijd speelde hij het Liszts pianoconcert in A majeur samen met de Berliner Philharmoniker die onder leiding stond van Arthur Nikisch. Zijn debuutconcert in Carnegie Hall in 1920 was controversieel: Richard Aldrich van The New York Times schreef over Nyiregyházi's "briljante technische gereedschap, zijn grote kracht in armen en vingers, zijn opmerkelijke behendigheid en zijn fijne gevoel voor pianoklank", maar bekritiseerde zijn "vaak dwalende en misleidende". opvattingen van "enkele van de meest bekende composities voor piano". HT Finck van The Evening Post prees Nyiregyházi's "originaliteit", maar bekritiseerde zijn "willekeurige misprijzing voor de overduidelijke bedoelingen van grote componisten". Olin Downes beschreef Nyiregyhazi in de Boston Post als een 'fenomenale artiest' met 'de witte hitte van oprechtheid, overtuiging en vertrouwen'.  Arnold Schönberg schreef in 1935 een brief aan Otto Klemperer waarin hij sprak over Nyiregyházi:
(Nyiregyházi) Een pianist die iets heel bijzonders lijkt te zijn. Ik moest mijn grote weerstand overwinnen om überhaupt te gaan, want de beschrijving die ik van Dr. Hoffmann en van Maurice Zam had gehoord hadden mij erg sceptisch gemaakt. Maar ik moet zeggen dat ik nog nooit zo'n pianist heb gehoord... Ten eerste speelt hij helemaal niet in de stijl die jij en ik nastreven. En net zoals ik hem niet op die basis heb beoordeeld, kan ik me indenken dat als je hem hoort, jij ook gedwongen zult zijn om alle principiële kwesties te negeren, en waarschijnlijk uiteindelijk net zo zult oordelen als ik. Want uw principes zouden niet de juiste maatstaf zijn om toe te passen. Wat hij speelt is expressie in de oudere zin van het woord, niets anders; maar zo'n uitdrukkingskracht heb ik nog nooit eerder gehoord. Je zult het net zo erg oneens zijn met zijn tempi als ik. Je zult ook opmerken dat hij vaak voorrang lijkt te geven aan scherpe contrasten, ten koste van de vorm, waarbij deze laatste verloren lijkt te gaan. Ik zeg verschijnen; want dan krijgt zijn muziek op verrassende wijze haar vorm terug, wordt ze zinvol en stelt ze haar eigen grenzen. Het geluid dat hij uit de piano haalt is ongehoord, althans ik heb nog nooit zoiets gehoord. Hij lijkt zelf niet te weten hoe hij deze nieuwe en behoorlijk ongelooflijke geluiden produceert – ook al lijkt hij een intelligente man en niet zomaar een slappe dromer. En zo'n volheid van toon, bereikt zonder ooit ruw te worden, ben ik nog nooit eerder tegengekomen. Voor mij, en waarschijnlijk ook voor jou, is het echt te veel volheid, maar als geheel getuigt het van een ongelooflijke nieuwigheid en overtuigingskracht. En bovenal is hij slechts [sc. 33 jaar] oud, dus hij heeft nog verschillende ontwikkelingsfasen voor zich, waarvan je gezien zijn uitgangspunt grote dingen mag verwachten... het is verbazingwekkend wat hij speelt en hoe hij het speelt. Je voelt nooit dat het moeilijk is, dat het techniek is – nee, het is eenvoudigweg een wilskracht, in staat om alle denkbare moeilijkheden bij de verwezenlijking van een idee te overstijgen. – Zie, Ik word bijna poëtisch.

## Afdaling in de vergetelheid en heropleving

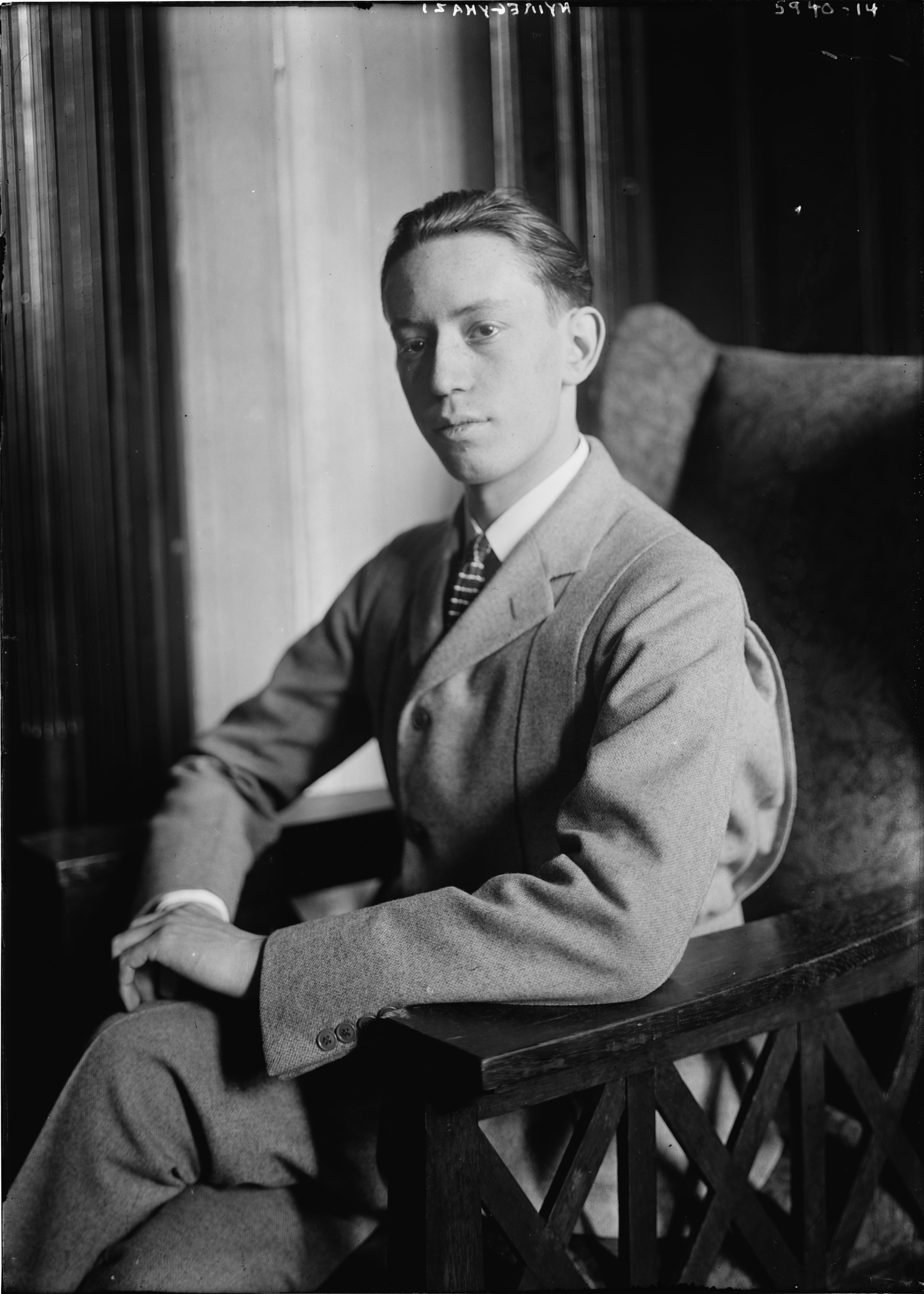
Nyiregyhazi c. 1920–1925

In 1925 klaagde Nyiregyházi zijn concertmanager, R.E. Johnston, aan. Hij zou door de begeleidende zangers en instrumentalisten als een inferieure artiest behandeld worden. Hij verloor de zaak en kreeg daardoor moeite met het vinden van concertwerk. Bovendien was Nyiregyházi terughoudend in het spelen van standaardrepertoire en gaf hij de voorkeur aan zijn eigen transcripties van orkest- en operawerken, dit omdat hij bang was om vergeleken te worden met andere pianisten. Tegen de tijd van Schönberg's brief aan Klemperer leek de carrière van Nyiregyházi feitelijk voorbij.
Nyiregyházi was in zijn leven tien keer getrouwd. Hij zou door zijn eerste vrouw aangevallen zijn met een mes, de scheiding die hierop volgde verliep rommelig. Hoewel hij in comfortabele omstandigheden werd geboren (In zijn jeugd stond zijn moeder erop dat hun bedienden zijn schoenen strikten en hem met de hand voerden om hem van alledaagse zorgen te verlossen), bracht hij het grootste deel van zijn leven in armoede door, soms moest hij zelfs slapen in metrostations.
In 1928 verhuisde Nyiregyházi naar Los Angeles waar hij werkte voor een filmstudio. Hier speelde hij aanvankelijk pianoreducties van filmmuziek, later acteerde hij ook als handdubbel. Zijn handen zijn spelend te zien in onder meer A Song to Remember en Song of Love. Tijdens zijn tijd in Los Angeles raakte hij bevriend met onder meer Béla Lugosi en Gloria Swanson. Nyiregyházi onvermogen om zijn zaken te regelen leidde echter niet alleen tot financiële crises, maar ook tot ongebruikelijke carrièrebeslissingen. In de jaren dertig speelde hij bijvoorbeeld piano als onderdeel van een Works Progress Administration-project. Zijn meest ongewone verschijning was waarschijnlijk een concert uit 1946 waar hij verscheen als "Mr. X". Hij speelde tijdens dit concert met een zwarte capuchon over zijn hoofd om niet herkend te worden. Echter konden verschillende luisteraars Nyiregyházi identificeren door zijn kenmerkende sonoriteit. Nyiregyházi bleeft af en toe spelen, alhoewel hij ongeveer 40 jaar lang geen piano bezat.
In 1972 en 1973 gaf Nyiregyházi meerdere publieke optredens. Deze optredens leidde tot het maken van studio-opnames in 1974 en 1978 onder leiding van the International Piano Archives en the Ford Foundation. Sommige van deze opnames werden tussen 1977 en 1979 uitgebracht op albums onder de labels Desmar en Columbia Masterworks, hierdoor kwam Nyiregyházi kort weer in het publieke oog. Een dubbelalbum dat uitsluitend uit Liszt bestond, won in 1978 de prijs Record of the Year van Stereo Review.
De gemaakte opnames kregen sterk verdeelde reacties. Sommige critici beweerden een authentieke 19de-eeuwse pianist te horen (Harold C. Schonberg schreef: "Sommige critici vragen zich af of Franz Listz was gereïncarneerd."). Andere critici ergerde zich aan Nyiregyhazi's "ongelooflijk slordige" techniek, "belachelijk amateuristisch" fortissimospel, "koude tempo's en totale dissociatie van hedendaagse speelstijlen." Maar "romantische herlevers waren in de ban geslagen". In 1978 werd Nyiregyházi meerdere concerten aangeboden in Carnegie Hall, die hij allemaal weigerde. De concerten in Japan in 1980 en 1982 waren zijn laatste publieke optredens tot zijn dood in 1987.
Nyiregyházi was ook een productieve componist en schreef in een romantische stijl verwant aan Liszt. Gebeurtenissen brachten hem er vaak toe om te componeren, zo hebben zijn werken titels als Goetz Versus the Punks, It's Nice to be Soused, Shotgun Wedding en Vanishing Hope. Slechts enkele van zijn composities zijn gepubliceerd en/of uitgevoerd.

## Dood en begrafenis
Ervin Nyiregyházi overleed in 1987 aan darmkanker. Hij werd begraven in Forest Lawn Memorial Park in Glendale, Californië.

## Opnames
Een paar van Nyiregyházi's opnames, waaronder ook enkele van zijn live-optredens, zijn op cd verschenen onder de labels VAI, Music and Arts en Sonetto Classics.

## Discografie
- Nyiregyhazi Plays Liszt (Desmar/ International Piano Archives IPA 111, Telefunken 6.42626, 1977)
- Nyiregyhazi: All Liszt Program (Columbia M2-34598, 1978)
- Nyiregyhazi: Tchaikovsky, Grieg, Bortkiewicz, Blanchet (Columbia M-35125, 1979)
- Nyiregyhazi: At the Opera (VAI/IPA 1003 VAI Audio TT 55.29, zonder datum)